# Kanton Foix-Rural
Kanton Foix-Rural (francouzsky Canton de Foix-Rural) je francouzský kanton v departementu Ariège v regionu Midi-Pyrénées. Tvoří ho 24 obcí.

## Obce kantonu
- Arabaux
- Baulou
- Bénac
- Le Bosc
- Brassac
- Burret
- Celles
- Cos
- Ferrières-sur-Ariège
- Freychenet
- Ganac
- L'Herm
- Loubières
- Montgaillard
- Montoulieu
- Pradières
- Prayols
- Saint-Jean-de-Verges
- Saint-Martin-de-Caralp
- Saint-Paul-de-Jarrat
- Saint-Pierre-de-Rivière
- Serres-sur-Arget
- Soula
- Vernajoul